# Antonio Starabba di Rudinì

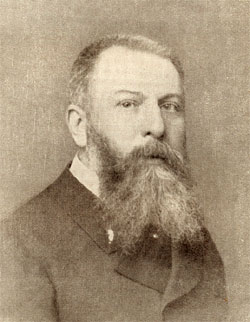
Antonio Starabba, Marchese di Rudinì

Antonio Starabba, Marchese di Rudinì (* 6. April 1839 in Palermo; † 6. August 1908 in Rom) war ein italienischer Großgrundbesitzer, Rechtsanwalt und Politiker. Zwischen 1891 und 1898 führte er als Präsident des Ministerrats (Ministerpräsident) vier italienische Regierungen an.

## Politischer Aufstieg
Starabba stammte aus einem alten und reichen sizilianischen Adelsgeschlecht. Er studierte Jura an der Universität Palermo und wurde Rechtsanwalt. 1859 schloss er sich einem revolutionären Komitee an, das Giuseppe Garibaldi unterstützte und den Zug der Tausend 1860 vorbereitete. Nach einer kurzen Tätigkeit im Außenministerium in der damaligen italienischen Hauptstadt Turin wurde er zum Sindaco (Bürgermeister) von Palermo berufen, wo er begann, die Stadt architektonisch und infrastrukturell zu modernisieren. 1866 war er maßgeblich an der Niederschlagung eines Aufstandes beteiligt, welchen die Anhänger der 1860 gestürzten neapolitanischen Bourbonen mit Unterstützung der Kirche gegen die italienische Regierung inszenierten. Der so erworbene Ruhm führte zur Ernennung Starabbas zum Präfekten der Provinz Palermo. In dieser Funktion bekämpfte er die auf Sizilien besonders zahlreichen Briganten. 1868 wurde er Präfekt der Provinz Neapel.
Im Oktober 1869 wurde er Innenminister im Kabinett Menabrea III, trat jedoch mit dieser Regierung wenige Monate später zurück. In der Abgeordnetenkammer (ab der 10. Legislaturperiode) vertrat Starabba als Abgeordneter Canicattì (Provinz Agrigent); ab 1882 wurde er für Syrakus in die Kammer gewählt. 1886 folgte er dem im Amt verstorbenen Marco Minghetti als Fraktionsführer der Historischen Rechten nach, einer der im Trasformismo entstandenen parlamentarischen Gefolgschaften.

## Die Regierungen Rudinì

### Erste Amtszeit und Sturz
Anfang 1891 folgte er Francesco Crispi als Ministerpräsident und Außenminister nach und bildete eine Koalitionsregierung mit einer Fraktion der von Giovanni Nicotera geführten Linken. Diese Regierung war von Anfang an instabil, setzte jedoch einige ökonomische Reformen in Kraft, welche später die chronische Krise des italienischen Staatshaushaltes beendeten und verlängerte auch den Dreibund-Vertrag. Im Mai 1892 wurde die Regierung durch ein Misstrauensvotum gestürzt, Giovanni Giolitti wurde sein Nachfolger. Als sein Gegner Francesco Crispi im Dezember 1893 wieder die Macht ergriff, setzte er seine politische Tätigkeit fort und verbündete sich mit dem radikalen Parteichef Felice Cavallotti.

### Zweite Amtszeit
Die Krise nach der Niederlage in der Schlacht von Adua am 1. März 1896 erlaubte es Starabba, in einer von General Ricotti gebildeten Regierung wieder als Ministerpräsident und Innenminister zu agieren. Starabba schloss mit Äthiopien den Friedensvertrag ab, verschlechterte aber die Beziehungen zum Vereinigten Königreich durch die nicht abgesprochene Veröffentlichung vertraulicher diplomatischer Schriftstücke in einem Grünbuch über das äthiopische Problem. Um die Antikolonialbewegung zufriedenzustellen, gab er Kassala an die Briten ab, enttäuschte damit aber die Kolonialbefürworter innerhalb der italienischen öffentlichen Meinung sehr.
Innenpolitisch war die zweite Amtszeit Starabbas durch drei Kabinettsumbildungen (Juli 1896, Dezember 1897 und Mai 1898) sowie den Kampf gegen die Partei Crispis gekennzeichnet. So wurden zahlreiche unter Crispi verhaftete Mitglieder der Landarbeiter-Gewerkschaft fasci siciliani begnadigt und aus der Haft entlassen und es wurden die ersten Bausteine der italienischen Sozialgesetzgebung eingeführt: Die bis dahin nur freiwillige Krankenversicherung wurde für Industriearbeiter obligatorisch, ihre Kosten hatten vollständig die Unternehmer zu tragen, und es entstand eine (vorerst freiwillige) Alters- und Erwerbsunfähigkeitsversicherung.

## Ende der politischen Karriere
Anfang 1897 löste die Regierung Starabba das Abgeordnetenhaus auf und begünstigte für die Neuwahl radikale (linksliberale) Kandidaten. Diese Linksschwenkung der Politik mündete in Volksunruhen im Mai 1898, deren Unterdrückung den Belagerungszustand in Mailand, Neapel, Florenz und Livorno erforderte und in Mailand auch zu Blutvergießen führte. Die Empörung auf beiden Seiten des politischen Spektrums – die Linken nahmen ihm das Blutvergießen übel, die Rechten, dass er die Zustände überhaupt bis dahin hatte treiben lassen – führte letztlich im Juni 1898 zu seinem Sturz. Er blieb danach bis zu seinem Tode einfacher Abgeordneter.
Starabba war einer der mächtigsten Großgrundbesitzer Siziliens, der seine Güter nach liberalen Grundsätzen leitete. Dies trug vermutlich dazu bei, dass seine Güter von den damals häufigen und teilweise auch gewaltsamen Auseinandersetzungen zwischen Gutsbesitzern und Landarbeitern nicht betroffen waren.

## Anmerkung
- Teile dieses Artikels sind die Übersetzung des nun als Allgemeingut verfügbaren Texts in der Encyclopedia Britannica 1911.

| Personendaten    | Personendaten                                             |
| ---------------- | --------------------------------------------------------- |
| NAME             | Rudinì, Antonio Starabba di                               |
| ALTERNATIVNAMEN  | Rudinì, Antonio Starabba Marchese di                      |
| KURZBESCHREIBUNG | italienischer Politiker, Mitglied der Camera dei deputati |
| GEBURTSDATUM     | 6. April 1839                                             |
| GEBURTSORT       | Palermo                                                   |
| STERBEDATUM      | 6. August 1908                                            |
| STERBEORT        | Rom                                                       |